# Teun de Nooijer
Teun de Nooijer (nacido el 22 de marzo de 1976 en Egmond aan den Hoef) es un exjugador de hockey sobre hierba neerlandés. Desde el año 1996 hasta 2012 participó en 5 Juegos Olímpicos, consiguiendo un total de cuatro medallas olímpicas, dos de ellas de oro. Con 453 internacionalidades, es el jugador que más veces ha vestido la camiseta de los Países Bajos.